# (23649) Tohoku
(23649) Tohoku est un astéroïde de la ceinture principale.

## Description
(23649) Tohoku est un astéroïde de la ceinture principale. Il fut découvert le 1er février 1997 à Chichibu par Naoto Satō. Il présente une orbite caractérisée par un demi-grand axe de 2,39 UA, une excentricité de 0,15 et une inclinaison de 0,4° par rapport à l'écliptique.

## Compléments